# Willy Aubameyang
William-Fils Aubameyang (* 16. února 1987, Paříž, Francie) je gabonský fotbalový obránce a starší bratr Pierre-Emerick Aubameyang. V mládí přestoupil do italského klubu AC Milán. Reprezentoval Gabon na APN 2010.